# Ugglebarnby
Ugglebarnby är en by i civil parish Eskdaleside cum Ugglebarnby, i kommunen North Yorkshire, i grevskapet North Yorkshire, i England. Byn är belägen 5 km från Whitby. Ugglebarnby var en civil parish 1866–1885 när blev den en del av Eskdaleside cum Ugglebarnby. Civil parish hade 390 invånare år 1881. Byn nämndes i Domedagsboken (Domesday Book) år 1086, och kallades då Ugleberdesbi.